# 西村青児
西村 青児（にしむら せいじ、1906年3月30日 - 1948年）は、日本の俳優である。本名西村 清司（にしむら せいじ）、旧芸名日向 錦之助（ひゅうが きんのすけ）。旧漢字表記西村 青兒。

## 人物・来歴
1906年（明治39年）3月30日、北海道小樽市に生まれる。
北海道庁立小樽中学校（現在の北海道小樽潮陵高等学校）を卒業後、満18歳になる1924年（大正13年）、兵庫県西宮市甲陽園の東亜キネマ甲陽撮影所に入社する。1926年（大正15年）3月、同社を抜けて小林一三や坪内士行らが結成した宝塚国民座に一時期参加したが、翌年1927年（昭和2年）3月には東亜キネマに復帰、京都・等持院の京都撮影所に所属する。同年からは、「日向 錦之助」の名で、井出錦之助監督の『夜光珠を繞る女性』や米沢正夫監督の『光に向ふ人々』（1928年）等に主演・準主演級で出演するが、1929年（昭和4年）夏に同社を退社している。
休養を経て、満25歳となった1930年（昭和5年）、東京に移り、松竹蒲田撮影所に入社、「西村 青児」と改名する。以降は脇役として出演をつづけ、1936年（昭和11年）1月15日、同撮影所の全機能が神奈川県鎌倉郡大船町（現在の鎌倉市大船）の松竹大船撮影所に移転した際には、大船に異動している。1940年（昭和15年）には、満州映画協会（満映）と松竹との提携作品『黎明曙光』（監督山内英三）に笠智衆とともに特別出演、同作は、同年9月22日に公開された。1942年（昭和17年）2月1日以降、映画法による戦時統制の時代にも、引き続き同撮影所で脇役出演を続けた。
第二次世界大戦終結後も同撮影所に所属し、1948年（昭和23年）中ごろまでの出演の記録が確認できるが、同年に死去したものと伝えられている。満42歳没。

## フィルモグラフィ

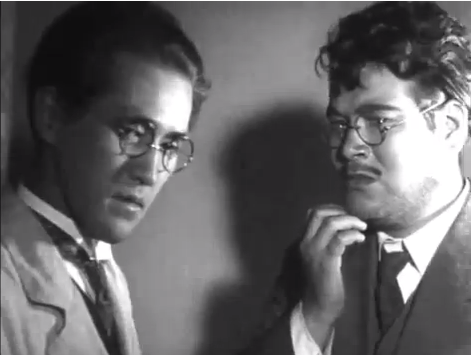
『腰辨頑張れ』（1931年）出演時、満25歳、右は山口勇。

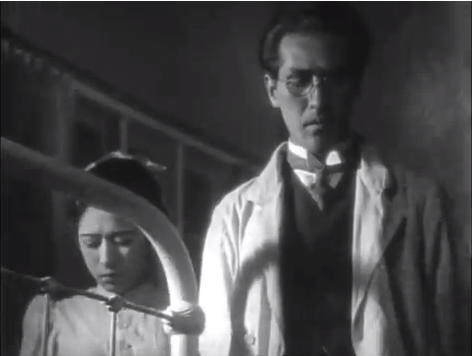
『腰辨頑張れ』（1931年）、左の医者が西村青児。

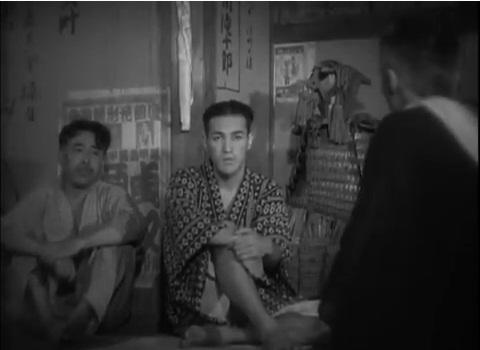
『浮草物語』（1934年）出演時、満28歳。中央が西村、右の後ろ姿は谷麗光。

特筆以外すべてクレジットは「出演」である。公開日の右側には役名、および東京国立近代美術館フィルムセンター（NFC）、マツダ映画社所蔵等の上映用プリントの現存状況についても記す。同センター等に所蔵されていないものは、とくに1940年代以前の作品についてはほぼ現存しないフィルムである。

### 東亜キネマ京都撮影所
すべて製作は「東亜キネマ京都撮影所」、すべて配給は「東亜キネマ」、すべてサイレント映画、「日向錦之助」名義である。
- 『夜光珠を繞る女性』 : 監督井出錦之助、1927年公開[1]
- 『光に向ふ人々』 : 監督米沢正夫、1928年公開 - 主演
- 『恋に立つ』 : 監督米沢正夫、1928年2月1日公開
- 『二階の勇者』 : 監督井出錦之助、1928年3月1日公開 - 宮野幸人
- 『子爵家と嗣子』 : 監督米沢正夫、1928年4月1日公開 - 吉川千秋、36分尺で現存（NFC所蔵[6]）
- 『二万円の首飾』 : 監督井出錦之助、1928年4月14日公開
- 『スポーツ女房』 : 監督井出錦之助、1928年7月21日公開
- 『夜鴉』 : 監督竹内俊一、1928年9月9日公開
- 『巷の人』（『巷に人』[4]） : 監督永井健、1928年公開

### 松竹蒲田撮影所
すべて製作は「松竹蒲田撮影所」、すべて配給は「松竹キネマ」、特筆以外すべてサイレント映画、「西村青児」名義である。
- 『腰辨頑張れ』 : 監督成瀬巳喜男、1931年8月8日公開 - 医者、38分尺で現存（NFC所蔵[6]）
- 『大人の見る繪本 生れてはみたけれど』 : 監督小津安二郎、1932年6月3日公開 - 先生、90分尺で現存（NFC所蔵[6]）
- 『応援団長の恋』 : 監督野村浩将、1932年3月1日公開 - アヤ子の夫 松平浩、78分尺で現存（NFC所蔵[6]）
- 『非常線の女』 : 監督小津安二郎、1933年4月27日公開 - 巡査、120分尺で現存（NFC所蔵[6]）
- 『夜ごとの夢』 : 監督成瀬巳喜男、1933年6月8日公開 - 刑事、64分尺で現存（NFC所蔵[6]）
- 『出来ごころ』 : 監督小津安二郎、1933年9月7日公開 - 101分尺で現存（マツダ映画社所蔵[7]）
- 『女学生と与太者』（『女學生と與太者』） : 監督野村浩将、1933年11月30日公開 - 刑事、98分尺で現存（NFC所蔵[6]）
- 『浮草物語』 : 監督小津安二郎、サウンド版、1934年11月23日公開 - 吉ちゃん、サイレント版86分尺で現存（NFC所蔵[6]）

### 松竹大船撮影所
特筆以外すべて製作は「松竹大船撮影所」、戦時中の「映画配給社」による配給以外すべて配給は「松竹」、すべてトーキー、すべて「西村青児」名義である。
- 『男性対女性』 : 監督島津保次郎、1936年8月29日公開 - 上海社員、132分尺で現存（NFC所蔵[6]）
- 『あばれもの』 : 監督佐々木康、1937年3月11日公開
- 『風の中の子供』 : 監督清水宏、1937年11月11日公開 - 巡査、86分尺で現存（NFC所蔵[6]）
- 『浅草の灯』 : 監督島津保次郎、1937年12月2日公開 - 佐々木紅光、77分尺で現存（NFC所蔵[6]）
- 『姿なき侵入者』 : 監督深田修造、1938年3月3日公開
- 『螢の光』 : 監督佐々木康、1938年4月14日公開 - 校長先生、75分尺で現存（NFC所蔵[6]）
- 『愛染かつら 前篇』 : 監督野村浩将、1938年9月15日公開 - 寺島医学士、『新篇總輯篇 愛染かつら』89分尺で現存（[8]）
- 『愛染かつら 後篇』 : 監督野村浩将、1938年9月15日公開 - 寺島医学士、同上
- 『子供の四季 春夏の巻』 : 監督清水宏、1939年1月28日公開 - 老獪、70分尺で現存（NFC所蔵[9]）
- 『子供の四季 秋冬の巻』 : 監督清水宏、1939年2月2日公開 - 老獪、最終巻以外は現存（松竹所蔵[10]）
- 『妹の晴着』 : 監督宗本英男、1939年4月8日公開 - 日東精鋼社長、81分尺で現存（NFC所蔵[6]）
- 『心の太陽』 : 監督深田修造、1939年4月27日公開 - 島崎
- 『花のある雑草』 : 監督清水宏、1939年6月15日公開 - 鈴木先生
- 『母を讃へる歌』 : 監督原研吉、1939年7月6日公開 - 53分尺で現存（NFC所蔵[6]）
- 『五人の兄妹』 : 監督吉村公三郎、1939年7月20日公開 - 主任早川、93分尺で現存（NFC所蔵[6]）
- 『日本の妻 前篇 流転篇 後篇 苦闘篇』 : 監督佐々木啓祐、1939年8月5日公開
- 『暖流 前篇 啓子の巻』 : 監督吉村公三郎、1939年12月1日公開[1] - 前後篇124分尺で現存（NFC所蔵[6]）
- 『暖流 後篇 ぎんの巻』 : 監督吉村公三郎、1939年12月1日公開[1] - 同上[6]
- 『私には夫がある』 : 監督清水宏、1940年2月1日公開 - 本間
- 『美しき隣人』 : 監督大庭秀雄、1940年5月23日公開 - 査閲官、現存（松竹所蔵、衛星劇場HDで放映[11]）
- 『都会の奔流』 : 監督佐々木啓祐、1940年6月13日公開 - 警察署長、93分尺で現存（NFC所蔵[6]）
- 『女人転心』 : 監督清水宏、1940年9月5日公開
- 『黎明曙光』 : 監督山内英三、製作満州映画協会・松竹・大同劇団、1940年9月22日公開 - 岡参事官[1]
- 『冬木博士の家族』 : 監督大庭秀雄、1940年10月31日公開 - 中村、70分尺で現存（NFC所蔵[6]）
- 『舞台姿』 : 監督野村浩将、1940年11月16日公開 - 木村
- 『西住戦車長伝』 : 監督吉村公三郎、1940年11月29日公開 - 村山大尉、126分尺で現存（NFC所蔵[6]）
- 『みかへりの塔』 : 監督清水宏、1941年1月30日公開 - 川辺先生、111分尺で現存（NFC所蔵[6]）
- 『戸田家の兄妹』 : 監督小津安二郎、1941年3月1日公開 - 骨董屋、105分尺で現存（NFC所蔵[6]）
- 『まごころの歌』 : 監督蛭川伊勢夫、1941年6月22日公開 - 警察官
- 『君よ共に歌はん』（『君よ共に歌わん』） : 監督蛭川伊勢夫、1941年8月1日公開 - 上森、85分尺で現存（NFC所蔵[6]）
- 『女医の記録』（『女醫の記録』[6]） : 監督清水宏、1941年11月23日公開 - 校長（教授[6]）、95分尺で現存（NFC所蔵[6]）

- 『間諜未だ死せず』 : 監督吉村公三郎、配給映画配給社、1942年4月23日公開 - 役名不明、117分尺で現存（NFC所蔵[6]）
- 『男の意気』 : 監督中村登、配給映画配給社、1942年7月9日公開 - 委員長、78分尺で現存（NFC所蔵[6]）
- 『父ありき』 : 監督小津安二郎、配給映画配給社、1943年4月1日公開 - 和尚さん、87分尺で現存（NFC所蔵[6]）
- 『高原の月』 : 監督佐々木啓祐、演出応援佐々木康、配給映画配給社、1943年5月14日公開 - 農林技手岡村、85分尺で現存（NFC所蔵[6]）
- 『兄妹会議』 : 監督清水宏、配給映画配給社、1943年7月16日公開 - 大野
- 『すみだ川』 : 監督井上金太郎、配給映画配給社、1943年9月3日公開 - 中江富蔵、94分尺で現存（NFC所蔵[6]）
- 『美しい横顔』 : 監督佐々木康、配給映画配給社、1943年10月8日公開
- 『家に三男二女あり』 : 監督瑞穂春海、配給映画配給社、1943年3月11日公開 - 守田、6分の断片のみが現存（NFC所蔵[6]）
- 『北方に鐘が鳴る』 : 監督大曾根辰夫、製作松竹下加茂撮影所、配給映画配給社、1943年8月26日公開
- 『愛機南へ飛ぶ』 : 監督佐々木康、配給映画配給社、1943年9月10日公開 - 航士校教官
- 『秘話ノルマントン号事件 仮面の舞踏』 : 監督佐々木啓祐、製作松竹下加茂撮影所、配給映画配給社、1943年10月28日公開 - 司法書記

- 『大曾根家の朝』 : 監督木下恵介、1946年2月21日公開 - 特高主任、81分尺で現存（NFC所蔵[6]）
- 『はたちの青春』 : 監督佐々木康、1946年5月23日公開 - 三好、72分尺で現存（NFC所蔵[6]）
- 『お光の縁談』 : 監督池田忠雄、1946年10月15日公開 - 山萬の旦那、62分尺で現存（NFC所蔵[6]）
- 『象を喰った連中』（『象を喰った連中 科学と生命に関する一考察』[6]） : 監督吉村公三郎、1947年2月11日公開 - 象を喰はない連中 駅長、84分尺で現存（NFC所蔵[6]）
- 『長屋紳士録』 : 監督小津安二郎、1947年5月20日公開 - 柏屋、71分尺で現存（NFC所蔵[6]）
- 『安城家の舞踏会』 : 監督吉村公三郎、1947年9月27日公開 - 役名不明、89分尺で現存（NFC所蔵[6]）
- 『リラの花忘れじ』 : 監督原研吉、1947年10月28日公開[1]
- 『誘惑』 : 監督吉村公三郎、1948年2月25日公開 - 役名不明、85分尺で現存（NFC所蔵[6]）
- 『駒鳥夫人』 : 監督野村浩将、1948年7月8日公開[1]